# Polonik (w poezji)
Polonik – pięciozgłoskowy segment wierszowy, akcentowany SssSs lub sSsSs, występujący powszechnie w polskich wierszach. Polonik wchodzi w skład między innymi ośmiozgłoskowca (5+3), dziewięciozgłoskowca (5+4), dziesięciozgłoskowca (5+5), jedenastozgłoskowca (5+6), dwunastozgłoskowca (7+5), trzynastozgłoskowca (8+5) i wierszy drobionych (wielośredniówkowych), na przykład dwudziestozgłoskowca (5+5+5+5).
W polskiej interpretacji strofy alcejskiej występuje pięć razy: 11(5+6)/11(5+6)/9(5+4)/10(5+5). 
Termin polonik wprowadził do polskiego nazewnictwa wersologicznego Karol Wiktor Zawodziński.